# Imagen Awards
Gli Imagen Awards (Premi Immagine) sono premi cinematografici statunitensi dedicati all'industria del cinema e della televisione latino-americana. Furono istituiti nel 1985 dalla Imagen Foundation, un'organizzazione creata da Norman Lear e Helen Hernandez allo scopo di migliorare l'immagine dell'America Latina negli Stati Uniti.
La Imagen Awards Competition si svolge ogni anno a Los Angeles nel mese di settembre. La cerimonia è presenziata da tutti coloro che hanno ricevuto la candidatura. Le 22 categorie sono suddivise in tre sezioni principali: Cinema, Televisione e Web.

## Categorie

### Cinema
- Miglior film (Best Picture)
- Miglior regista (Best Director)
- Miglior attore cinematografico (Best Actor - Feature Film)
- Miglior attrice cinematografico (Best Actress - Feature Film)
- Miglior documentario ( Best Documentary/Film or Television)
- Miglior cortometraggio (Best Theatrical Short or Student Film)

### Televisione
- Migliore programma televisivo in prima serata (Best Primetime Television Program)
- Miglior programma in prima serata: speciale o movie-of-the-week (Best Primetime Program: Special or Movie-of-the-Week)
- Miglior attore protagonista televisivo (Best Actor/Television)
- Migliore attrice protagonista televisivo (Best Actress/Television)
- Miglior attore non protagonista televisivo (Best Supporting Actor/Television)
- Miglior attrice non protagonista televisivo ( Best Supporting Actress/Television)
- Miglior giovane attore televisivo (Best Young Actor/Television)
- Migliore giovane attrice televisivo (Best Young Actress/Television)
- Miglior programma per bambini (Best Children’s Programming)
- Miglior telegiornale nazionale (Best National Informational Program)
- Miglior telegiornale locale (Best Local Informational Program)
- Migliore pubblicità (Best On-Air Advertising)
- Miglior varietà o reality (Best Variety or Reality Show)

### Web
- Migliore webserie drammatica ( Best Web Series: Drama)
- Migliore webserie commedia (Best Web Series: Comedy)
- Migliore webserie: reality o giornalistica (Best Web Series: Reality or Informational)